# Университетская гимназия
Университетская гимназия — среднее учебное заведение в составе Императорского Московского университета.

## История
Гимназия была основана в соответствии с Проектом об учреждении Московского университета (1755) как одна из частей Московского университета. По мысли М. В. Ломоносова, высказанной им в письме к И. И. Шувалову, «при университете необходимо должна быть Гимназия, без которой Университет как пашня без семян». Основной целью создания гимназии была подготовка будущих студентов к слушанию университетских лекций. Однако во второй половине XVIII — начале XIX века гимназия не только готовила студентов, но являлась и общедоступной московской средней школой, пользовавшейся популярностью среди населения.

В 8 часу поутру учители с учениками собраны были в Университете, куда и все знатные персоны, которые прошены были чрез печатные программы, во многом числе прибыли, также чужестранные и знатное купечество по их требованию допущены были: тогда в надлежащем порядке ученики разделены были на классы, с учителями пошли в церковь Казанский Богородицы и в присутствии директора состоялся молебен соборной за Высочайшее здравие Е. И. В. и Императорской фамилии… говорены были речи… По окончании оных речей знатнейшие персоны прошены были во внутренние покои, где трактованы были разными ликерами и винами, кофеем, чаем, шоколадом и конфектами. и так все с удовольствием около второго часа пополудни разъехались— Описание инаугурации при начинании гимназии Московского Императорского Университета (26 апреля 1755 года)
Обучение в гимназии было рассчитано на 4—5 лет и делилось на пять «школ»: русского, немецкого, французского языков, а также начальных оснований наук (математики, истории, географии, философии, натуральной истории и др.). Каждая из школ состояла из нескольких классов, которые были организованы от низших к высшим ступеням обучения: так, например обучение русскому языку делилось на четыре класса — чтения и письма, грамматики, синтаксиса, красноречия. Первоначально был класс для художников, однако уже в 1757 году он был переведён в Санкт-Петербург, став основанием Императорской Академии художеств. В 1760 году, по сообщению С. П. Шевырёва, сверх 100 учеников, из которых 76 были в латинской школе, 18 человек из разночинцев «составляли труппу Московского театра и содержимы были на иждивении Локателли». Время обучения в одном классе ограничено не было, и многие ученики проводили в каждом по нескольку лет.
Учитель высшего класса латинской школы носил звание ректора гимназии, имел должность профессора и входил в университетскую Конференцию. Первым ректором был И. М. Шаден (1756—1772), затем — Х. Маттеи (1772—1784), И. Мелльманн (1786—1795), П. А. Сохацкий (1796—1804). В 1804 году должность ректора была упразднена.
Преподавателями гимназии были: в младших классах — студенты университета, в старших — адъюнкты и профессора университета; в 1757 году в гимназии было 36 учителей: 16 русских и 20 иностранцев.
Главное наблюдение за учебным процессом и поведением учеников возлагалась на инспектора гимназии, должность которого в XVIII веке занимали  инспекторы: Ф. Г. Дильтей (1756—1758, 1759—1761), Н. Н. Поповский (1758—1759), И. Г. Фроманн (1761—1763), И. Х. Керштенс (1763—1764), А. А. Барсов (1764—1771), Д. С. Аничков (1771—1779), И. Г. Шварц (1779—1782), Х. А. Чеботарёв (1782—1787), П. И. Страхов (1787—1804). В середине 1780-х годов из-за увеличения количества учеников были введены должности помощников инспектора — эфоров (А. М. Брянцев, В. К. Аршеневский, М. Г. Гаврилов).
Согласно первоначальному Проекту, гимназия делилась на две половины — дворянскую и разночинскую, различия между которыми, однако, имели лишь формальный характер, касаясь раздельного формирования классов для дворян и разночинцев (вскоре отменённого). Дворяне и разночинцы питались отдельно и носили разные мундиры. Дворянам полагались английский фаянс и серебро, носили они по будням темно-зелёные сюртуки, а по праздникам — темно-зелёные мундиры с белым исподним платьем; разночинцы ели на олове и носили сюртуки и мундиры малинового сукна с голубыми воротниками и обшлагами, с голубым исподним платьем; своекоштным ученикам были положены только парадные мундиры, на занятиях они носили партикулярное платье немецкого покроя, а разночинцам дозволялось даже русское народное платье. Однако, как отметил Н. С. Тихонравов, «время разбило эту скорлупу»; только в первые годы было различие (в соответствии с уставом) в отношении программ и состава преподавателей отделений гимназии.
Учащиеся делились на казённокоштных, сверхкомплектных, пансионеров и приходящих. 100 учеников гимназии (по 50 дворян и разночинцев) находились на казённом содержании, жили в помещении университета, получая от него бесплатную одежду, питание, учебники. С увеличением количества желающих, университет ввёл дополнительную категорию «сверхкомплектных учеников» (до 100 человек), получавших содержание за счёт сборов университетской типографии и прочих доходов. Часть учеников гимназии, плату за содержание которых вносили родители, именовались пансионерами. В 1779 году всех дворян-пансионеров перевели в отдельный двухэтажный деревянный дом на дворе университета, что положило начало основанию Благородного пансиона при Московском университете, учреждённого по инициативе M. M. Хераскова. После полного отделения пансиона от гимназии (1790-е) при последней был учреждён новый пансион под руководством эконома И. П. Крупенникова (носил название «сторублёвого» по размеру первоначальной платы за год).
К 1797 году всему университету был Высочайше пожалован новый суконный мундир темно-зелёного цвета с малиновым воротником и обшлагами, с серебряными пуговицами, на которых изображался университетский герб.
Статус ученика университетской гимназии был высоким. Достаточно сказать, что по крайней мере дважды в 1757 и 1759 г. директор университета И. И. Мелиссино вместе с лучшими учениками ездил в Санкт-Петербург ко Двору на приёмы у Елизаветы Петровны и Шувалова. В 1759 г. ученики были удостоены чести беседы с Ломоносовым.
Число учеников гимназии росло быстро: в 1760 году было 380 человек, в 1787 году — 1010, а в начале XIX века — 3300, учившихся в 22 классах. Первоначально, несмотря на все поощрения, до университета из гимназии доходили лишь весьма немногие из обучавшихся, поскольку для престижной государственной службы было достаточно гимназического образования.
Казённокоштные ученики размещались первоначально в основном помещении университета — Аптекарском доме, позднее в Главном корпусе университета на Моховой улице, проживая там вместе с казённокоштными студентами (по одному студенту на ученическую комнату), которым вменялось в обязанность следить за порядком и тишиной в комнатах, разъяснять материал, пройденный гимназистами на уроках. За провинности учеников студенты имели право назначать наказания. Учебный день начинался с 6 утра с повторения уроков, молитвы и завтрака, с 8 до 12 часов шли утренние уроки, затем обед и с 14 до 18 часов — вечерние уроки, а после ужина и вечерней молитвы ученики в 21 час ложились спать. Малые вакации (каникулы) устраивались на Святки, масленицу и в Светлую неделю; Большие — зимой (с 16 декабря по 6 января ст. стиля) и летом (с 10 июня по 1 июля).
Лучшие ученики назначались авдиторами и помогали преподавателям и надзирателям в контроле за остальными: в частности, они проверяли домашние задания, что сводило функции учителя к объяснению материала и общему руководству. Авдиторам поручалось несколько учеников, которых они спрашивали до начала классов, отмечая результаты следующими пометками: «о» — optime (превосходно), «b» — bene (хорошо), «m» — mediocriter (посредственно), «n» — nescit (не знает), «ае» — aeger (болен), «v» — abest cum venia (отсутствует по уважительной причине), «ab» — abest sine venia (отсутствует без уважительной причины). Гимназисты были поручены надзору камерных студентов из лучших университетских. Кроме того, за гимназистами надзирали камерные студенты университета.
Реформы и главным образом Устав 1804 года освободил Московский университет от необходимости содержать среднюю школу, и гимназия была выведена за его штат. Университет мог теперь тратить на её содержание только из хозяйственных сумм. Количество учеников резко сократилось до 150 человек. Изданное в 1806 году новое «Постановление об Академической гимназии», как она стала теперь называться, не сильно изменило положение к лучшему. На гимназию возлагалась задача подготовки казённокоштных студентов для университета. В гимназии полагались 60 казённых учеников, из которых не менее 15 должны ежегодно производиться в студенты. В число этих учеников могли зачисляться лучшие ученики губернских гимназий, не имеющие возможности учиться за собственный счёт. После четырёхлетнего обучения они получали право поступать в университет, затем в Педагогический институт, откуда выходили с дипломом учителя, либо готовились к занятию профессорской должности. Общее количество учеников в 1808—1812 годах составляло около 150 человек. Академическая гимназия прекратила свои занятия в связи с эвакуацией университета из Москвы в августе 1812 года и после этого уже не возобновлялись.
Пережить события Отечественной войны 1812 года университетская гимназия не смогла: 

25 апреля 1813 года Временная комиссия по всем частям Университета под председательством попечителя П. И. Голенищева-Кутузова признала, что по тогдашним обстоятельствам нет никакой возможности восстановить Академическую гимназию, и Совет университета решил… учеников её подвергнуть экзамену и тех из них, которые не могли быть произведены в студенты, перевести в московскую губернскую и другие гимназии.

## Ученики
Первое производство гимназистов в студенты состоялось 27 апреля 1759 года
- Афонин, Матвей Иванович (до 1758)
- Рубан, Василий Григорьевич (вып. 1759)
- Десницкий, Семён Ефимович (вып. 1759)
- Камынин, Дмитрий Васильевич
- Потёмкин, Григорий Александрович (1757—1760, исключён)
- Булгаков, Яков Иванович (1755—1760)
- Новиков, Николай Иванович (1755—1760, исключён)
- Фонвизин, Денис Иванович (1755—1760)
- Фонвизин, Павел Иванович
- Чеботарёв, Харитон Андреевич (1755—1761)
- Матинский, Михаил Алексеевич
- Захарьин, Тимофей Тимофеевич (1762—1767)
- Габлиц, Карл Иванович (?—1768)
- Муравьёв, Михаил Никитич (1768—1769)
- Страхов, Пётр Иванович (1768—1774)
- Подшивалов, Василий Сергеевич (1774—?)
- Аршеневский Василий Кондратьевич (1774—1777)
- Курика, Феодосий Константинович (1776—1777)
- Багрянский, Михаил Иванович (1772—1779)
- Тростин, Дмитрий Петрович (1777—1779)
- Грибовский, Адриан Моисеевич (1778—1782)
- Бобров, Семён Сергеевич (1780—1782)
- Страхов, Николай Иванович (1781—1782)
- Антонович, Павел Данилович (?—1782)
- Котельницкий, Василий Михайлович (?—1789)
- Щёголев, Николай Гаврилович (1781—1791)
- Соколов, Пётр Иванович (1783—1784)
- Снегирёв, Михаил Матвеевич (1783—1786)
- Левицкий, Лев Семёнович (1790—1791)
- Ибрагимов, Николай Михайлович (1791—?)
- Мерзляков, Алексей Фёдорович (1793—?)
- Мудров, Матвей Яковлевич (1794—1795)
- Чеботарёв, Андрей Харитонович (1797—1800)
- Тимковский, Роман Фёдорович (1797—1802)
- Болдырев, Алексей Васильевич (1798—1801)
- Чанов, Фёдор Фёдорович (?—1804)
- Чумаков, Фёдор Иванович (1801—1804)
- Бекетов, Николай Андреевич (?—1805)
- Щедрицкий, Измаил Алексеевич (1808—1811)

## Преподаватели
- Бодуэн, Жан Жак Стефан
- Зыбелин, Семён Герасимович
- Брянцев, Андрей Михайлович (1779—1788)
- Ивашковский, Семён Мартынович (1801—1812)

### Преподаватели — выпускники гимназии
- Чеботарёв, Харитон Андреевич (1767—1776)
- Аршеневский Василий Кондратьевич (с 1779)
- Багрянский, Михаил Иванович (с 1780)
- Снегирёв, Михаил Матвеевич (с 1786)
- Соколов, Пётр Иванович (1786—1804)
- Тимковский, Роман Фёдорович
- Чеботарёв, Андрей Харитонович (1811)